# 黄火青
黄火青（1901年6月20日—1999年11月9日），湖北枣阳县新市杨庄村人，中国共产黨、中华人民共和国政治人物，原副国级领导人。曾用名黄贤佑、黄民孚、黄火清。1954年，当选第一届全国人民代表大会代表。1978年至1983年間任中华人民共和国最高人民检察院检察长。

## 生平
在河南读书時，曾参加五四运动。1923年湖北襄阳第10中学学习。1926年1月入团，3月转为中国共产党党员。任中共枣阳县钱岗镇党支部书记(教书为掩护)。1927年3月武汉工人运动讲习所，中央军事政治学校学习。不久入中央独立师补充第2营当兵。6月赴苏联莫斯科东方大学中国特别军事政治班，莫斯科高级射击学校和第1步兵学校学习。1930年4月回国，到江苏南通，任红14军1团政委兼参谋长。负伤后回上海，任法南区委委员，区工人纠察队特派员，江南省委军委兵运书记。1931年任中央巡视员。11月到瑞金，任中国工农红军学校总支书记，国家保卫局特派员。12月任红5军团14军政委兼政治部主任。1932年5月任红军学校政治营政委。10月任红军第1步兵学校政委。1933年秋任潘汉年秘书，福州谈判。1934年春任红1方面军9军团政治部主任。
1934年10月參加长征。1935年夏被撤职，在炉霍县时出任红4方面军党校总支委员（总支书记康克清）、校务主任（即总务处长），实际上当政治教员，负责讲党的建设和中国革命运动史。二、四方面军会师共同北上后，调任红4方面军政治部军人工作部部长，作敌军工作，实际上草地基本没有什么国军。四方面军政治部主任是周纯全、组织部长王新亭、宣传部长刘瑞龙、地方工作部长吴永康、宣传科长刘学孔、文工团团长徐以新，等等。过草地时实际上是王新亭带队，周纯全不和四方面军政治部一道。
红西路军失败后，1937年5月抵新疆迪化(今乌鲁木齐)。1938年春任新疆民众反帝联合会秘书长。1939年5月任阿克苏专区行政长。1940年10月回延安，任军政学院副院长，中央党校1部主任，秘书长。第二次国共内战时期，任冀察热辽中央分局副书记兼组织部部长，冀察热辽军区副政委兼政治部主任，热河省委书记，军区政委。1949年1月任天津市委副书记兼组织部长，市总工会主席。
1953年4月任天津市委书记。1955年1月兼市长。3月兼市政协主席。1956年7月任市委第一书记，市长，市政协主席，警备区政委。1958年6月任辽宁省委第一书记。6月兼省政协主席。9月兼省军区第1政委。1960年9月兼东北局书记处书记。“文革”受残酷迫害。1975年9月任辽宁省革命委员会副主任。1978年3月任最高人民检察院检察长，党组书记，中央政法小组副组长，中央政法委委员。1980年特任审判林彪、江青反革命集团案特别检察厅厅长。1982年至1992年任中共中央顧問委員會常委。
中共七大代表、第八届候补中央委员、第十一届中央委员，中共十二大、十三大當選為中央顧問委員會常務委員，十三大代表，十四大、十五大特邀代表。
1999年11月9日20时04分在北京逝世，享年98岁。
其子黄毅诚曾经担任中华人民共和国能源部部长。